# ゴーヴィンド・ラーオ・ガーイクワード
ゴーヴィンド・ラーオ・ガーイクワード（Govind Rao Gaekwad, 1751年4月以降 - 1800年9月19日）は、西インドのグジャラート地方、ガーイクワード家の当主（在位：1793年 - 1800年）。

## 生涯
ダマージー・ラーオ・ガーイクワードの四男として生まれた。
1778年、兄ファテー・シング・ラーオ・ガーイクワードが当主サヤージー・ラーオ・ガーイクワードを廃し、新たな当主となった。同年に弟のゴーヴィンド・ラーオはファテー・シング・ラーオに反乱を起こしたが失敗した。
敗れたゴーヴィンド・ラーオはアフマダーバードへと退き、そこからプネーへ逃げることを強いられ、亡命生活を送った。
1793年7月27日、弟であり当主のマナージー・ラーオ・ガーイクワードが死亡し、ゴーヴィンド・ラーオが当主位を継承した。
1800年9月19日、ゴーヴィンド・ラーオは死亡し、息子のアーナンド・ラーオ・ガーイクワードが当主位を継承した。